# 사이프 앗딘 가지 2세
사이프 앗딘 가지 2세(아랍어:  سيف الدين غازي بن مودود; 정식 이름: 사이프 앗딘 가지 2세 이븐 마우두드 이븐 장기; 1180년 죽음)은 장기 왕조의 일원으로, 누르 앗딘 마흐무드의 조카이며, 모술의 아미르였다.
사이프 앗딘 가지 2세는 1170년 그의 아버지 쿠틉 앗딘 마우두드가 죽은 뒤에 모술의 아미르가 되었다. 사이프가 쿠틉 앗딘의 후계자가 된 것은 환관 압드 알마시쉬의 조언에 힘입은 바였다. 압드 알마시쉬는 어린 아미르를 대신해 지배력을 발휘하고 싶었다. 상속권이 박탈당한 마우두드의 아들 이마드 앗딘 장기는 알레포에 있는 누르 앗딘의 궁정으로 도망쳤다. 장기는 모술을 합병하기 위해 기다린다는 명목으로 누르 앗딘의 궁정에 머무르다 1170년 9월에 신자르를 정복했고, 이후 모술을 포위해 1171년 1월 22일 항복을 받아냈다. 알마시쉬를 축출한 이후 그는 자신의 부관들 중 한명인 구무쉬테킨을 모술의 통치자로 임명하고, 사이프 앗딘을 명목상의 아미르로 두고 떠났다. 사이프 앗딘은 이후 누르 앗딘의 딸과 결혼했다.
누르 앗딘이 죽자(1174년 5월), 구무쉬테킨은 다마스쿠스로 가서 누르 앗딘의 아들을 손에 넣은 뒤 알레포의 아타베그를 자칭했다. 사이프 앗딘은 구무슈테킨의 직위를 인정하지 않고 독립을 선언했다. 구무쉬테킨의 빠른 부상을 두려워한 다마스쿠스의 귀족들은 사이프 앗딘에게 도시를 주겠노라고 제안했으나, 모술 탈환 문제로 골머리를 앓던 사이프는 다마스쿠스에도 손을 뻗칠 수 없었다. 그리하여 다마스쿠스는 살라흐 앗딘에게 떨어졌다. 또한 살라흐 앗딘은 시리아의 지배권을 손에 넣었는데, 사이프 앗딘은 알레포를 정복하기를 원해 형제 이즈 앗딘 마수드를 군대의 사령관으로 임명해 살라흐 앗딘의 군대와 싸우게끔 했다. 그들은 하마 근교의, 크론 하마라 불리는 곳에서 마주쳤고, 사이프 앗딘은 패배했다. 후일 그는 알레포 근교의 텔 알술탄에서 전투를 준비했으나, 또한 패배했다. 그는 모술로 돌아가 살라흐 앗딘에게 동맹을 제의했고, 살라흐 앗딘은 이를 받아들였다.
1180년, 사이프 앗딘은 폐결핵으로 사망했고, 그의 형제 이즈 앗딘 마수드가 그를 계승했다.

## 참고 문헌
1. Grousset, Rene (1935). 《Histoire des croisades et du royaume franc de Jérusalem - II. 1131-1187 L'équilibre》.

| 전임 쿠틉 앗딘 마우두드 | 모술의 아타베그 1170년 ~ 1180년 | 후임 이즈 앗딘 마수드 1세 |